# 义合三教堂
义合三教堂，位于山西省长治市长子县大堡头镇义合村，大殿建于金大定十七年（1177年）。
2013年3月5日，义合三教堂公布为第七批全国重点文物保护单位。